# The Greatest Thing in Life
The Greatest Thing in Life foi um filme mudo do gênero dramático em longa-metragem estadunidense sobre a Primeira Guerra Mundial, escrito e dirigido por D. W. Griffith em 1918. O filme foi estrelado por Lillian Gish Robert Harron e David Butler. Thing in Life é considerado perdido.
Este filme foi lançado mais tarde no mesmo ano em que mais famoso filme da Primeira Guerra Mundial de Griffith, Hearts of the World, que também estrela Lillian Gish e Robert Harron. The Greatest Thing in Life era famoso por dois aspectos principais:. O inovador estilo fotografia de retrato de Henrik Sartov, e um beijo interracial "novo e ousado" entre um oficial branco e um soldado negro (ambos do sexo masculino).

## Elenco
- Robert Harron... Edward Livingston
- Lillian Gish... Jeannette Peret
- David Butler... Mr. Le Bebe
- Peaches Jackson
- Adolph Lestina
- Elmo Lincoln
- Edward Peil Sr.
- Kate Bruce
- ZaSu Pitts
- Ernest Butterworth
- Carol Dempster
- Fred Malatesta
- Lucille Young

## Produção
Depois de atingir a fama significativa como diretor de filmes de guerra, D. W. Griffith foi convidado pelo governo britânico para filmar em campos de batalha reais da Primeira Guerra Mundial. Griffith tinha inicialmente a intenção de fazer apenas um único imagem com o material, mas voltou com mais de 86,000 mil pés e decidiu transformá-lo em três.
O chefe de produção foi Hearts of the World, com The Great Love e The Greatest Thing in Life feito com o campo de batalha imagens sobra. Algumas das imagens foram filmadas no Rio Marne in Château-Thierry, França. Existe alguma especulação, no entanto, quanto ao facto de algumas das gravações tiveram origem na Salisbury Plain, no Reino Unido, ou foram imagens compradas por Griffith de Franz Kleinschmidt.